# Dicranomyia cuneipennis
Dicranomyia cuneipennis là một loài ruồi trong họ Limoniidae. Chúng phân bố ở miền Australasia.